# 쩐까오 (후 쩐 왕조)
쩐까오(베트남어: Trần Cảo / 陳暠 진고, ? ~ 1428년)는 대월 후 쩐 왕조의 제3대 황제(재위: 1426년 ~ 1428년)이다.